# Yukiko Ikeda
Yukiko Ikeda, född 15 juli 1971, är en japansk bågskytt. Hon deltog vid olympiska sommarspelen 1992.